# Ерих Дагоберт фон Дригалски
Ерих Дагоберт фон Дригалски (Кенигсберг, 9. фебруар 1865 — Минхен, 10. јануар 1949) је био њемачки географ, геофизичар и истраживач.

## Биографија
Дригалски је са 17 година почео да студира математику и физику у Кенигсбергу. Након једног семестра се пребацује на географију на Универзитет у Бону, како би могао да слуша предавања Фердинанда фон Рихтхофена. Тог професора је пратио затим на Лајпцишки као и на Берлински универзитет. Факултет је завршио 1887. дисертацијом "Геоид деформације леденог доба", студијом о леденом покривачу поларних региона. Између 1887. и 1891. био је асистент на геодетском институту у Берлину и главној канцеларији интернационалног премјеравања у Берлину.
Предводио је двије веома запажене експедиције на Гренланд 1891. и 1893. године, организоване од стране Берлинског географског друштва. Радовима са својих експедиција хабилитирао је 1898. године за доцента географије и геофизике. Исте године га је „Њемачка комисија за истраживање јужног пола“ поставила за вођу прве њемачке експедиције на Антарктик. Године 1898. постао је доцент и 1899. ванредни професор географије и геофизике на Берлинксом универзитету. На понуду из Минхена 1906. године, да преузме катедру земљописа и геофизике је исте године позитивно одговорио. На тој катедри остаје све до звања професора емеритуса. Основао је Географски институт и остао његов управник све до своје смрти. Оженио се 1907. године. Имао је четири кћерке. Године 1910. учествовао је у једног експедицији на Шпицберген под вођством Грофа Цепелина. Године 1934. године одлази у пензију. Ерих фон Дригалски је умро у Минхену 1949. године. На његове научна достигнућа данас подсјећа по њему названа алеја у јужном дијелу града као и архив Универзитета Лудвиг Максимилијан у Минхену.

## Прва њемачка експедиција на Антарктик
Од 1901. до 1903. године, Дригалски је водио прву њемачку експедицију на Јужни пол. У експедицији је учествовало 32 особе од којих су 5 били научници. Осим Дригалског: Фридрих Биндлингмајер (1875-1914, геомагнетизам и метеорологија), Ханс Гацерт (1870-1961, медицина и бактериологија), Емил Филипи (1871-1910, геологија и хемија), Ернст Ванхефен (1858-1918, ботаника и зоологија). За потребе експедиције је направљен истраживачки брод "Гаус".
Експедиција је из Кила кренула 11. августа, а у Кејптаун стигла 22. новембра. Путовање је настављено 7. децембра. Непознато копно (Антарктик) је први пут уочено 21. фебруара 1902. Дан касније и 50 mi (80 km) до обале, брод је био окружен ледом гдје је и остао скоро годину дана. Санкама су 7 пута прављени истраживачки излети на копно. То подручје је названо по њемачком цару Вилхелму II.
Вријеме током којег су били оковани ледом је искоришћено за научни рад, истраживачке излете санкама на копно као и сакупљање метеоролошких и зоолошких података. Уз помоћ балона, који је достизао висину до 500 m, су вршена посматрања околине. На копну, на даљини од око 80 km, је уочен угашени вулкан висине 371 метра. Дали су му име по броду којим су дошли - Гаусово брдо.
Пошто се и на прољеће лед није топио и брод и даље био заробљен у леду, посада је данима око брода посипала пепео са намјером, да тамни пепео апсорбује топлоту из сунца и отопи лед око брода и у правцу сјевера. То је и успјело 8. фебруара 1903. Скоро мјесец дана касније, је брод био потпуно ослобођен из леда и упутио се у правцу Африке. Гаус је поново упловио у луку у Кејптауну 9. јуна. Пошто је молба за нову експедицију одбијена и њемачки цар одбио њено финансирање, Гаус се упутио у правцу Њемачке. У Кил је поново упловио 23. новембра 1903. године.
На острву Кергелен је у вријеме експедиције било стационирано више научника који су сакупљали упоредне податке. Ова споредна експедиција се састојала из пет чланова - три научника (метеоролог Јозеф Енценспергер, геомагнетичар Карл Лујкен и ботаничар Емил Верт) и два морнара (извјесни Урбански и Винке).
Иза експедиције је остало 22 тома материјала и добијена су нова сазнања, о до тада неистраженом региону Земље. Њемачки цар Вилхелм 2. је ипак био незадовољан, пошто се Дригалски пробио само до 66°2' ЈГШ, док је конкурентска британска експедиција стигла јужније (82°17' ЈГШ). Дригалски је био принципијелан и није хтио учествовати у „трци на Јужни пол“. Својим сарадницима је рекао: „За истраживање поларних предјела је неважно ко ће стајати први на Јужном полу". Брод Гаус је касније продан у провинцију Квибек у Канади.
Британски истраживач Роберт Фалкон Скот, који је у исто вријеме боравио на Антарктику, је Дригалском у част, по њему назвао једну морску увалу у свом региону истраживања. По њему је назван и планински масив у региону „Земља краљице Мауд“ као и један фјорд у Јужној Џорџији. Увала „Брас Енценспергер“ на острву Кергелен је добила име по тамо преминулом члану експедиције метеорологу и планинару Јозефу Енценспергеру.

## Одликовања
- 1904. је добио „Златну медаљу - Густав Нахтигал“, као признање за допринос као вођа прве њемачке експедиције на Антарктик
- 1933. је од Земљописног друштва Берлина, заједно са Алфредом Филипсоном и Свеном Хедином, добио „Златну медаљу Фердинанда фон Рихтхофена"